# Ratni zarobljenik
Ratni zarobljenik je osoba koju su neprijateljske snage zarobile tijekom ili nakon oružanog sukoba.
Pored vojnika, Trećom Ženevskom konvencijom status ratnih zarobljenika priznat je i civilima (u slučaju zarobljavanja), koji prate oružane snage iako neposredno ne ulaze u njihov sastav, kao i članovima posada trgovačke mornarice i civilnog zrakoplovstva ako u konkretnom slučaju po međunarodnom pravu ne uživaju povoljniji tretman. Pored ovih osoba status ratnih zarobljenika imaju i pripadnici oružanih snaga okupiranih zemalja ako okupator odluči da pristupi njihovom imterniranju kao i sve osobe kojima je priznat ovaj status koje su na svoj teritorij primile neutralne i nezaraćene sile pod uvjetom, da im ne bude priznat povoljniji položaj.
Postoje i osobe kojima, iako ulaze u sastav oružanih snaga jedne od zaraćenih strana, ni u slučaju zarobljavanja, neće biti priznat status ratnih zarobljenika. Riječ je o plaćenicima i špijunima. Pod plaćenicima se podrazumevaju prije svega osobe koje u neprijateljstvima sudjeluju motiviriani vlastitom korišću, koji nisu državljani strane u sukobu i koji su uglavnom regrutirani u inozemstvu. Špijunima se smatraju pripadnici oružanih snaga strane u sukobu ako su uhvaćeni u špijunaži i nalaze se u vlasti protivničke strane. Pri tome, na osnovu tradicionalnog koncepta radi se razlika između osoba koje su se bavile špijunažom u uniformi svojih oružanih snaga ili bez nje, tako da se uniformirani obavještajci za razliku od ovih drugih, neće smatrati špijunima.
Svrha interniranja ratnih zarobljenika nije njihovo kažnjavanje, imajući u vidu da oni ne mogu da odgovaraju za sudjelovanje u neprijateljstvima već sprečavanje njihovog daljeg sudjelovanja u borbi. Suglasno toma odredbe koje se tiču njihovog položaja predstavljaju kompromis između interesa sile u čijoj se vlasti nalaze, interesa sile kojoj zarobljenici pripadaju i interesa samih ratnih zarobljenika.
Pored opće razine zaštite koji je priznat i ostalim kategorijama zaštićenih osoba, a koja podrazumijeva obavezu poštovanja tjelesnoga i psihičkog integriteta, ratni zarobljenici suglasno svom specifičnom statusu uživaju i dodatna prava. Tako na primjer, ne smiju biti prinudno ispitivani, niti se prema njima smije primijeniti bilo koja metoda radi dobivanja informacija. Sila koja ih drži u zarobljeništvu mora osigurati adekvatne uvjete za njihov smještaj, prehranu i odijevanje, i ovi uvjeti ne smeju biti nepovoljniji od uvjeta snabdijevanja vlastitih jedinica na tim mjestima. Primjeri iz prakse pokazuju, da se prava ratnih zarobljenika redovito krše za vrijeme ratova.